# Strajhorod, Teplîk
Strajhorod (în ucraineană Стражгород) este localitatea de reședință a comunei Strajhorod din raionul Teplîk, regiunea Vinnița, Ucraina.

## Demografie
Componența lingvistică a localității Strajhorod
     Ucraineană (99,48%)
     Alte limbi (0,39%)
Conform recensământului din 2001, majoritatea populației localității Strajhorod era vorbitoare de ucraineană (99,48%), existând în minoritate și vorbitori de alte limbi.